# Marco Rosa Blanco
Marco Rosa Blanco (Siviglia, 30 novembre 1995) è un calciatore spagnolo, centrocampista del St Joseph's.

## Carriera
Cresciuto nel settore giovanile del Real Betis, dal 2014 al 2016 totalizza 31 presenze e una rete con la squadra riserve. Negli anni successivi gioca per vari club tra la terza e la quarta divisione spagnola. Nel 2019 viene acquistato dai gibilterriani dell'Europa FC, con cui debutta anche nelle competizioni europee. Due stagioni dopo si è trasferito al Lincoln Red Imps, realizzando uno storico gol per i gibilterriani nella sconfitta per 3-1 contro i danesi del Copenaghen nella fase a gironi dell'Europa Conference League.

## Statistiche

### Presenze e reti nei club
Statistiche aggiornate al 6 luglio 2022.
| Stagione                | Squadra                 | Campionato              | Campionato | Campionato | Coppe nazionali | Coppe nazionali | Coppe nazionali | Coppe continentali | Coppe continentali | Coppe continentali | Altre coppe | Altre coppe | Altre coppe | Totale | Totale |
| Stagione                | Squadra                 | Comp                    | Pres       | Reti       | Comp            | Pres            | Reti            | Comp               | Pres               | Reti               | Comp        | Pres        | Reti        | Pres   | Reti   |
| ----------------------- | ----------------------- | ----------------------- | ---------- | ---------- | --------------- | --------------- | --------------- | ------------------ | ------------------ | ------------------ | ----------- | ----------- | ----------- | ------ | ------ |
| 2014-2015               | Betis B                 | SDB                     | 31         | 1          |                 | -               | -               |                    | -                  | -                  |             | -           | -           | 31     | 1      |
| 2015-gen. 2016          | Betis B                 | SDB                     | 0          | 0          |                 | -               | -               |                    | -                  | -                  |             | -           | -           | 0      | 0      |
| Totale Betis B          | Totale Betis B          | Totale Betis B          | 31         | 1          |                 | -               | -               |                    | -                  | -                  |             | -           | -           | 31     | 1      |
| gen.-giu. 2016          | San Roque               | SDB                     | 12         | 0          |                 | -               | -               |                    | -                  | -                  |             | -           | -           | 12     | 0      |
| 2017-2018               | Peña Deportiva          | SDB                     | 22         | 0          |                 | -               | -               |                    | -                  | -                  |             | -           | -           | 22     | 0      |
| 2018-2019               | Córdoba B               | TD                      | 31         | 3          |                 | -               | -               |                    | -                  | -                  |             | -           | -           | 31     | 3      |
| 2019-2020               | Europa FC               | NL                      | 8+5        | 1+1        | CG              | 2               | 0               | UEL                | 4                  | 0                  | SG          | 1           | 0           | 20     | 2      |
| 2020-2021               | Europa FC               | NL                      | 5+10       | 1+2        | CG              | 1               | 0               | UCL+UEL            | 1+1                | 0                  |             | -           | -           | 18     | 3      |
| Totale Europa FC        | Totale Europa FC        | Totale Europa FC        | 13+15      | 2+3        |                 | 3               | 0               |                    | 6                  | 0                  |             | 1           | 0           | 38     | 5      |
| 2021-2022               | Lincoln Red Imps        | NL                      | 7+8        | 0+2        | CG              | 3               | 0               | UCL+UEL+UECL       | 4+2+7              | 1+0+1              | SG          | 1           | 0           | 32     | 4      |
| 2022-2023               | Lincoln Red Imps        | FL                      | 0          | 0          | CG              | 0               | 0               | UCL                | 1                  | 0                  |             | -           | -           | 1      | 0      |
| Totale Lincoln Red Imps | Totale Lincoln Red Imps | Totale Lincoln Red Imps | 7+8        | 0+2        |                 | 3               | 0               |                    | 14                 | 2                  |             | 1           | 0           | 33     | 4      |
| Totale carriera         | Totale carriera         | Totale carriera         | 139        | 11         |                 | 6               | 0               |                    | 20                 | 2                  |             | 2           | 0           | 167    | 13     |

## Palmarès

### Club

#### Competizioni nazionali
- Campionato gibilterriano: 1

Lincoln Red Imps: 2021-2022